# Kia Cerato
Kia Cerato – samochód osobowy klasy kompaktowej produkowany pod południowokoreańską marką Kia w latach 2003–2024.

## Pierwsza generacja

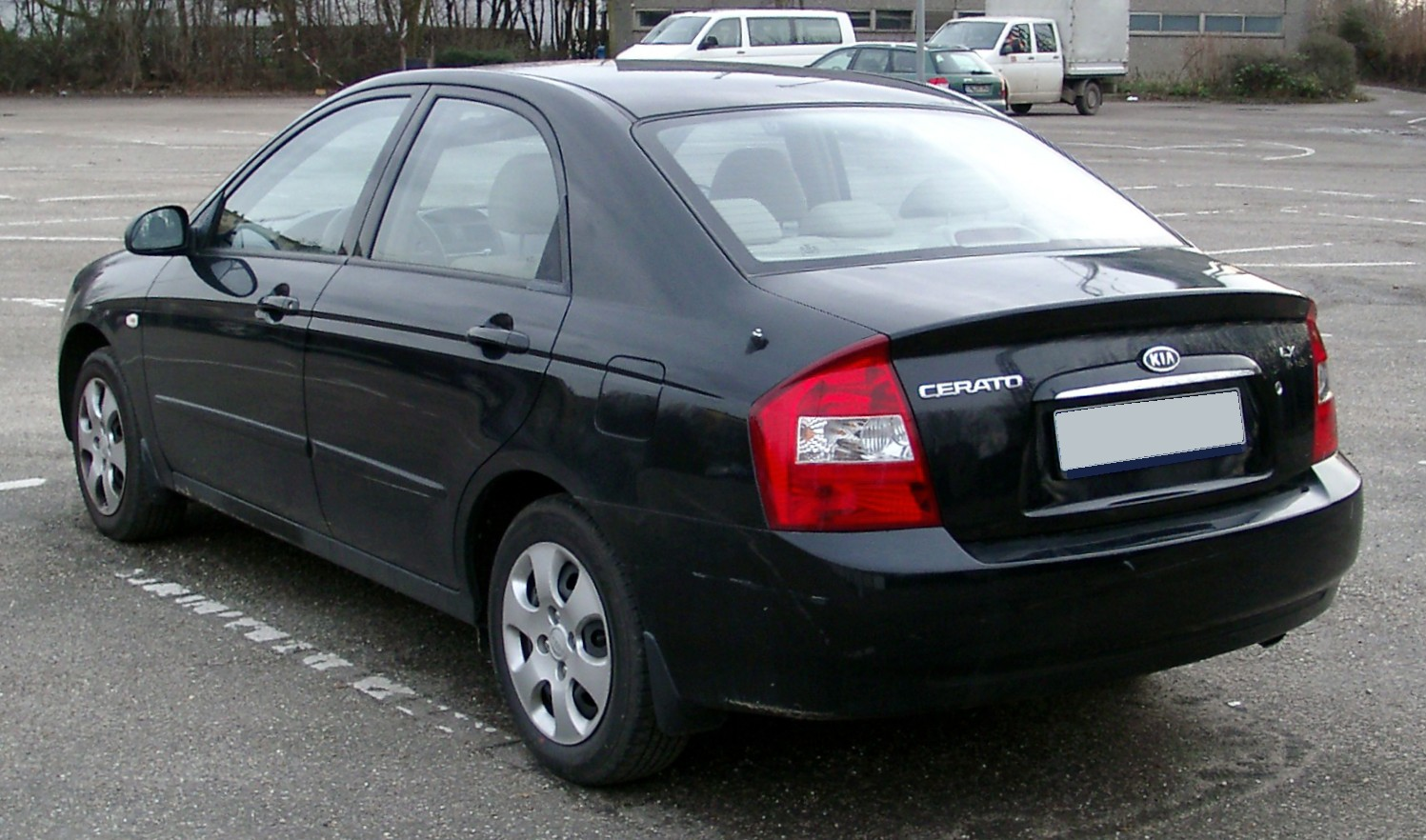
Kia Cerato I – tył

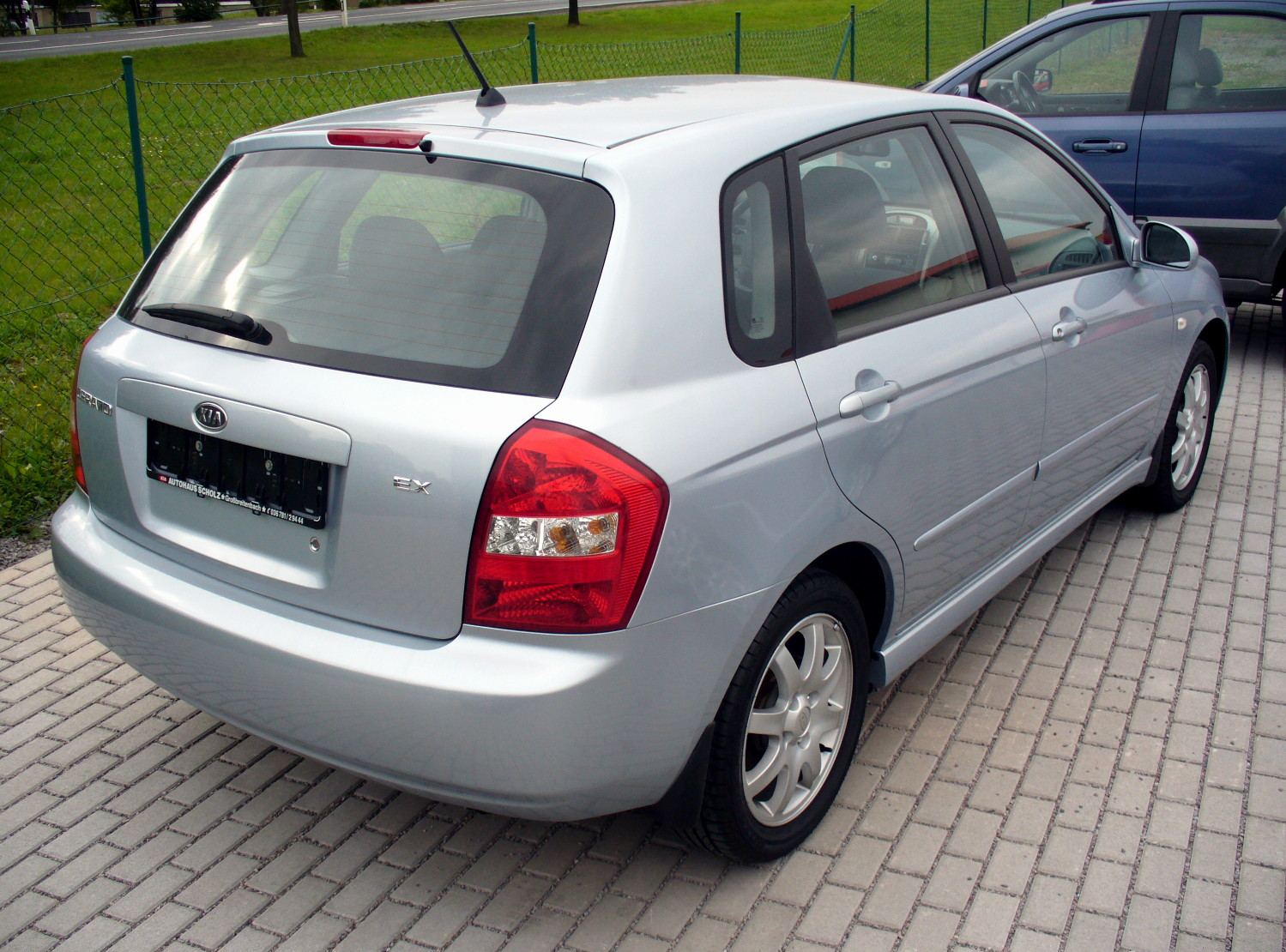
Kia Cerato I Hatchback

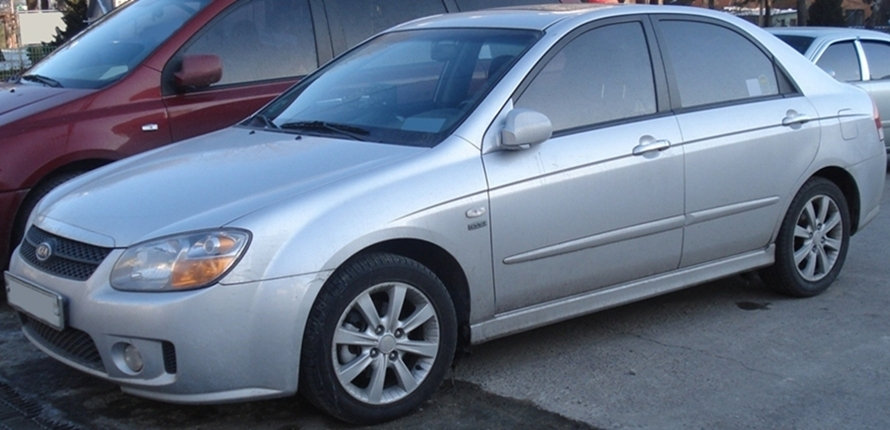
Kia Cerato I po liftingu

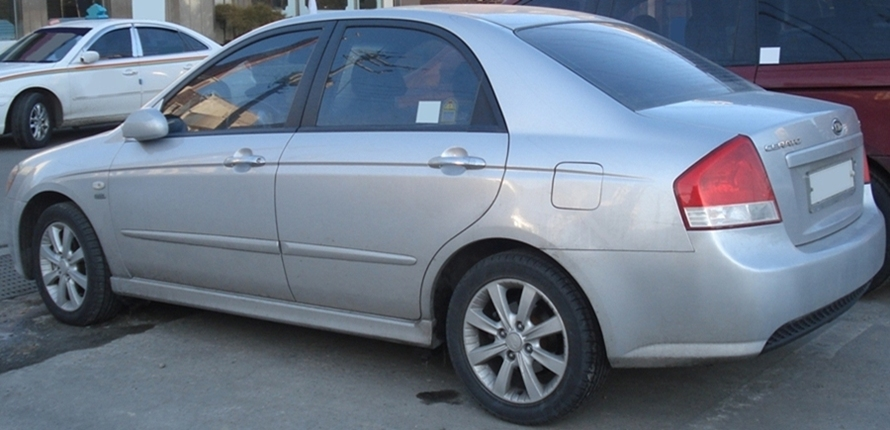
Kia Cerato I – tył po liftingu

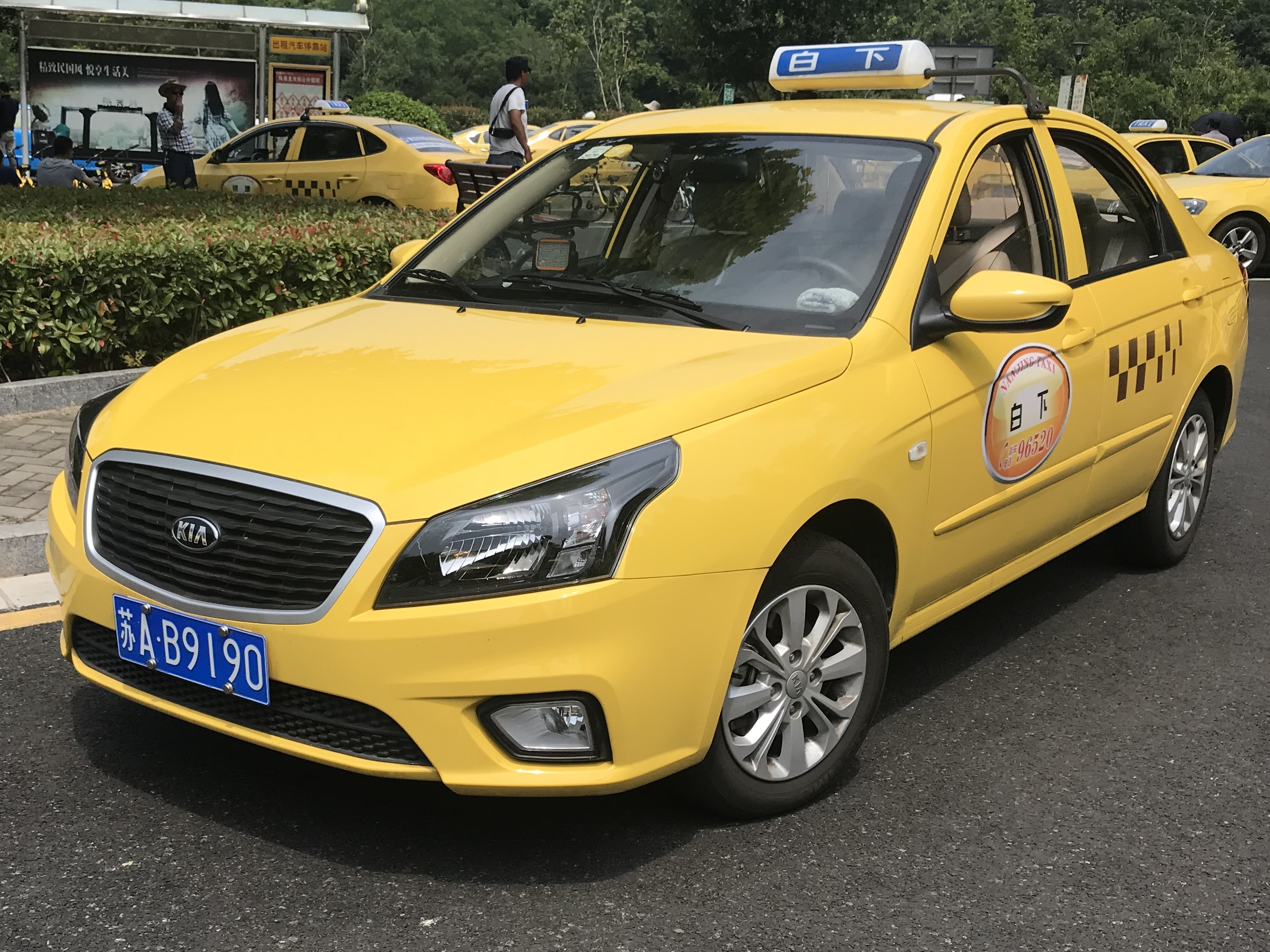
chińska Kia Cerato R

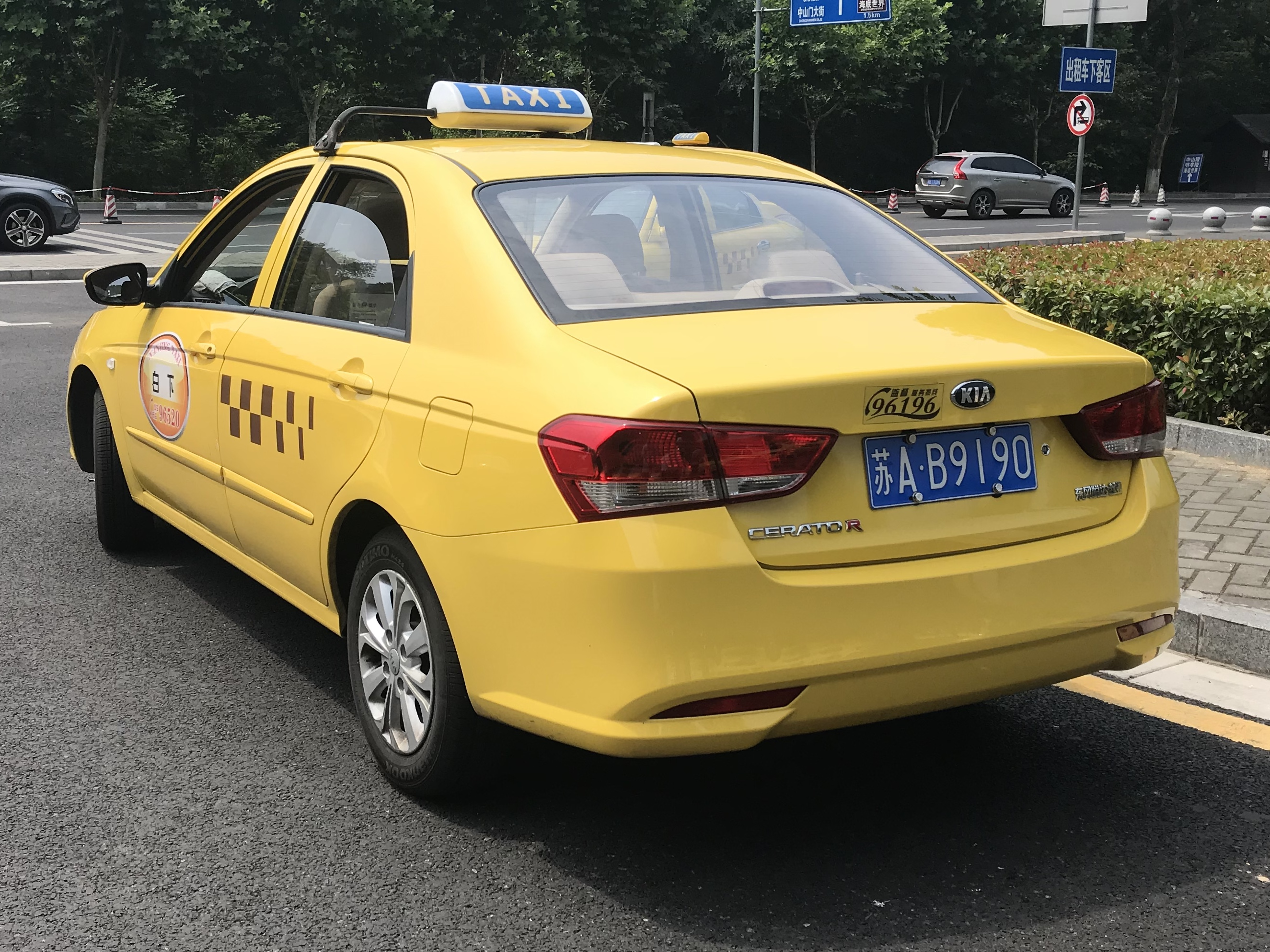
chińska Kia Cerato R – tył

Kia Cerato I została zaprezentowana po raz pierwszy w 2003 roku.
Pierwsza generacja Cerato została skonstruowana jako nowy kompaktowy model mający być następcą zarówno dla trójbryłowego modelu Spectra, jak i 5-drzwiowego liftbacka Shuma.
Pojazd zaprojektowano w ośrodkach projektowych Kii w Korei Południowej, Europie oraz Stanach Zjednoczonych jako konstrukcja dostosowana do gustów odbiorców na całym świecie.
Samochód został skonstruowany na platformie współdzielonej z pokrewnym modelem Hyundai Elantra, charakteryzując się bardziej obłą stylizacją nadwozia w stosunku do poprzedników. Przez boczną część nadwozia przebiegła wyraźnie zaakcentowana listwa, z kolei tył przyozdobiły duże, czworokątne lampy. Gamę nadwoziową utworzył 4-drzwiowy sedan oraz 5-drzwiowy hatchback.
W stosunku do japońskiej i europejskiej konkurencji, Kia Cerato pierwszej generacji miała docelowo wyróżniać się przestrzenią w kabinie pasażerskiej oraz pojemnością bagażnika, który w przypadku wariantu 4-drzwiowego wynosił 540 litrów.

### Restylizacje
W 2006 roku przeprowadzono obszerną restylizację pierwszej generacji Kii Cerato, która przyniosła głównie zmiany wizualne. Przednia część pojazdu otrzymała nowe wkłady reflektorów, a także węższą oraz bardziej rozłożystą atrapę chłodnicy z innym układem poprzeczek. W przypadku wariantu sedan, zdecydowano się także na zmianę kształtu lamp tylnych – stały się one wyżej ścięte i mniejsze w stosunku do poprzednika.

### Sprzedaż
Jako samochód globalny, Kia Cerato pierwszej generacji oferowana była pod taką nazwą na większości rynków zbytu obejmujących m.in. Koreę Południową, Europę, Bliski Wschód, Azję Wschodnią, Amerykę Południową czy Australię. Wyjątkiem była Ameryka Północna, gdzie samochód oferowany był jako druga generacja modelu Kia Spectra. Wariant hatchback otrzymał dodatkowy człon Kia Spectra5.
Najszybciej sprzedaż Cerato I zakończyła się po niespełna 3 latach rynkowej obecności w Europie, gdzie pojazd w 2006 roku otrzymał dedykowanego następcę o nazwie cee’d. Na pozostałych rynkach cykl produkcyjny zakończył się dwa lata później, wraz z przedstawieniem kolejnego wcielenia.
Wyjątkiem był rynek chiński, gdzie lokalne joint-venture Dongfeng Yueda Kia zdecydowało się kontynuować produkcję i sprzedaż na tym rynku równolegle z kolejnymi wcieleniami modelu przez 16 lat, kończąc ją w 2020 roku. W międzyczasie, pojazd w 2016 roku przeszedł gruntowną restylizację, w ramach której zyskał nazwę Kia Cerato R oraz zupełnie nowy wygląd przedniej i tylnej części nadwozia, wraz z nowym kołem kierownicy.

### Silniki
- R4 1.6l MPi 104 KM
- R4 2.0l MPi 143 KM
- R4 1.5l CRDi 102 KM
- R4 1.6l CRDi 115 KM
- R4 2.0l CRDi 112 KM

## Druga generacja

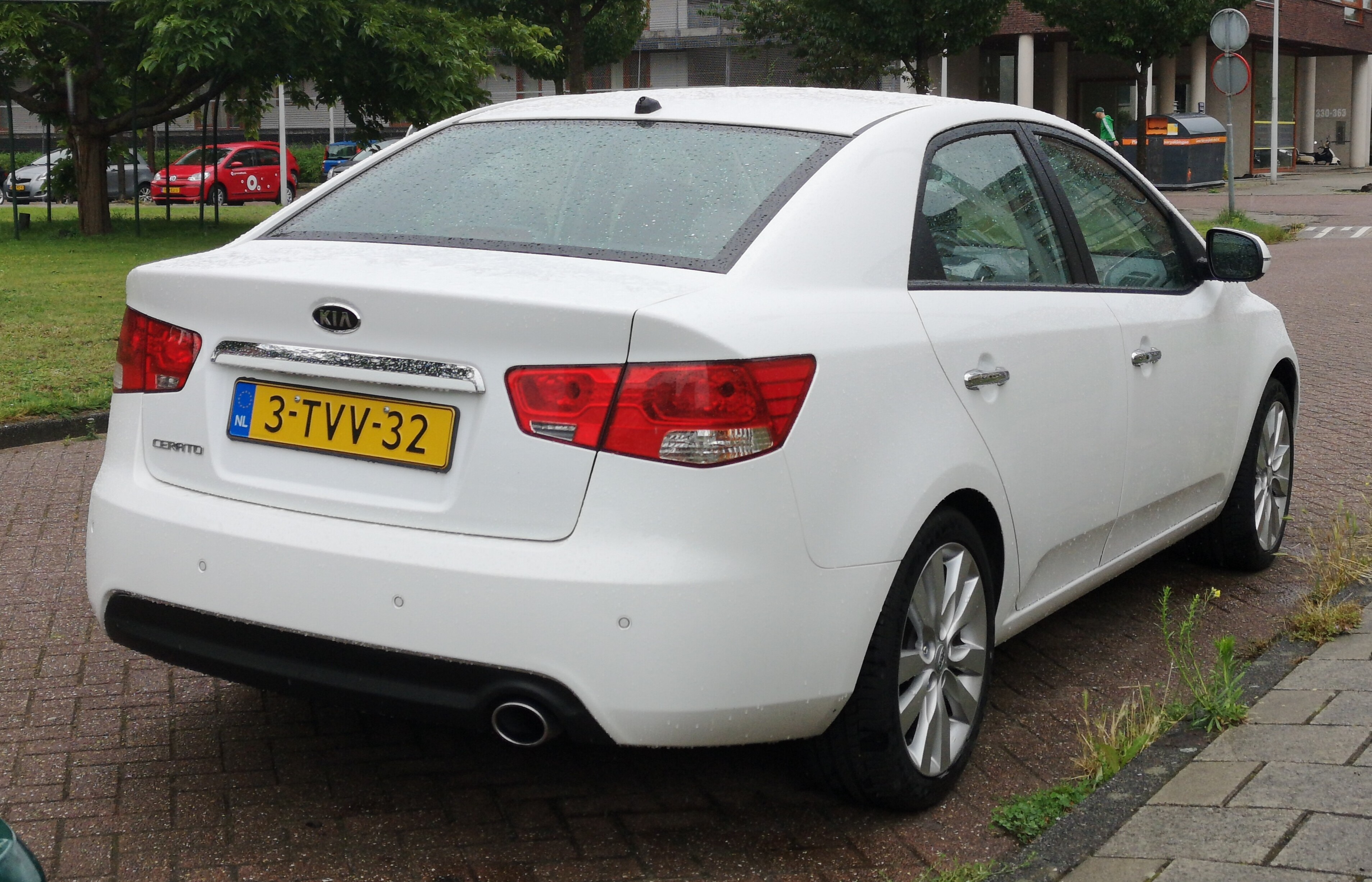
Kia Cerato II – tył

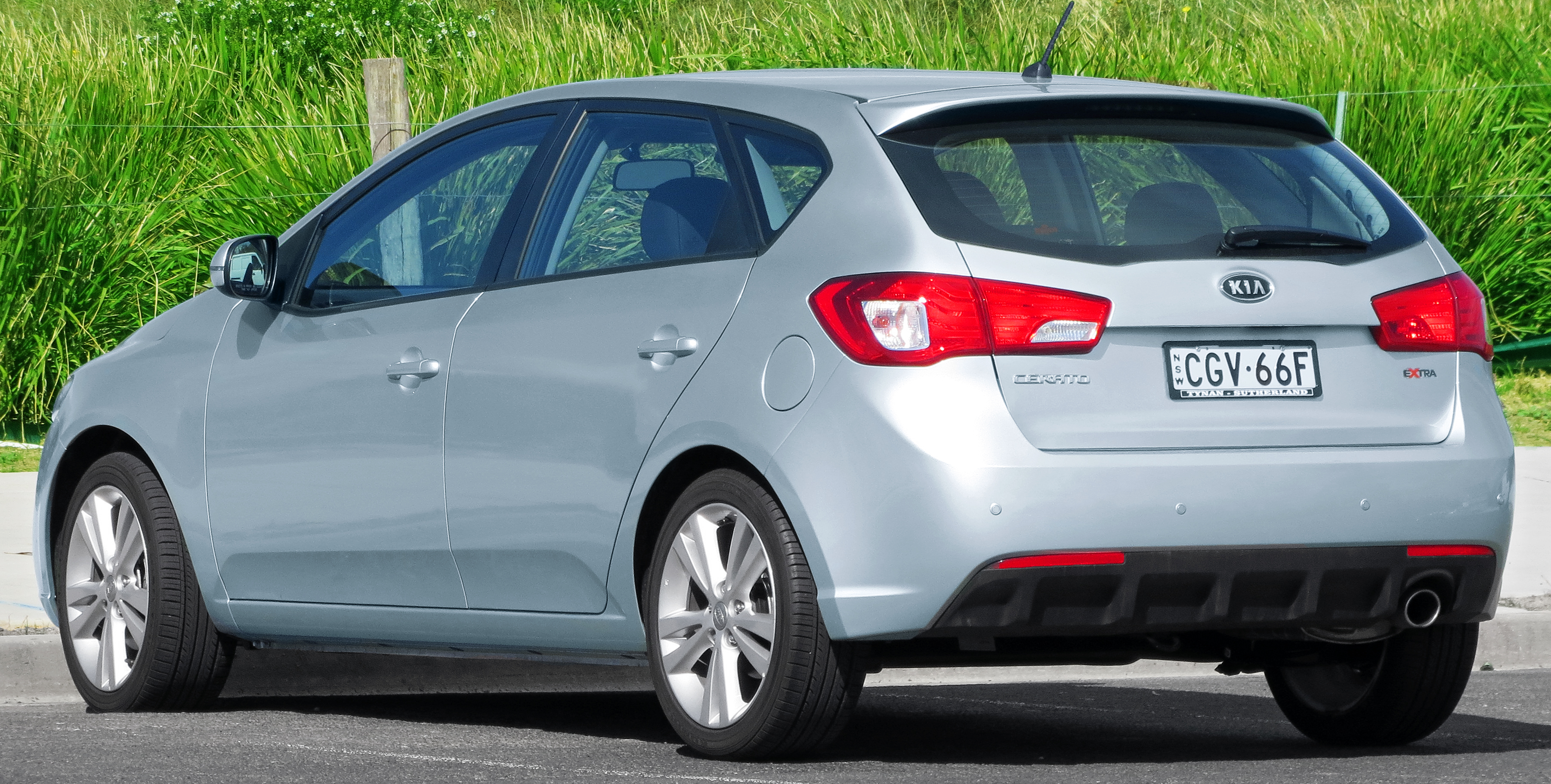
Kia Cerato II Hatchback

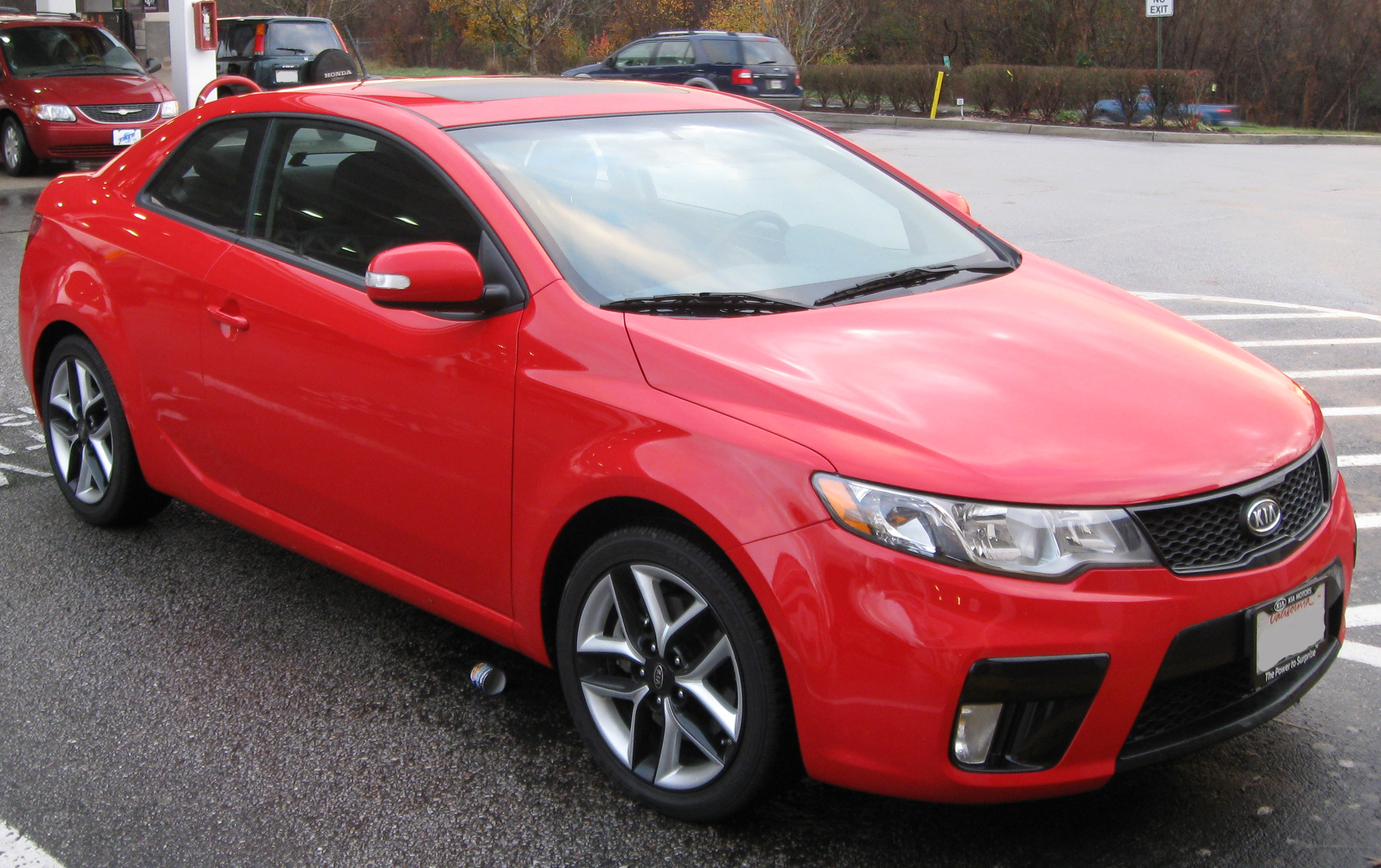
amerykańska Kia Forte Koup I

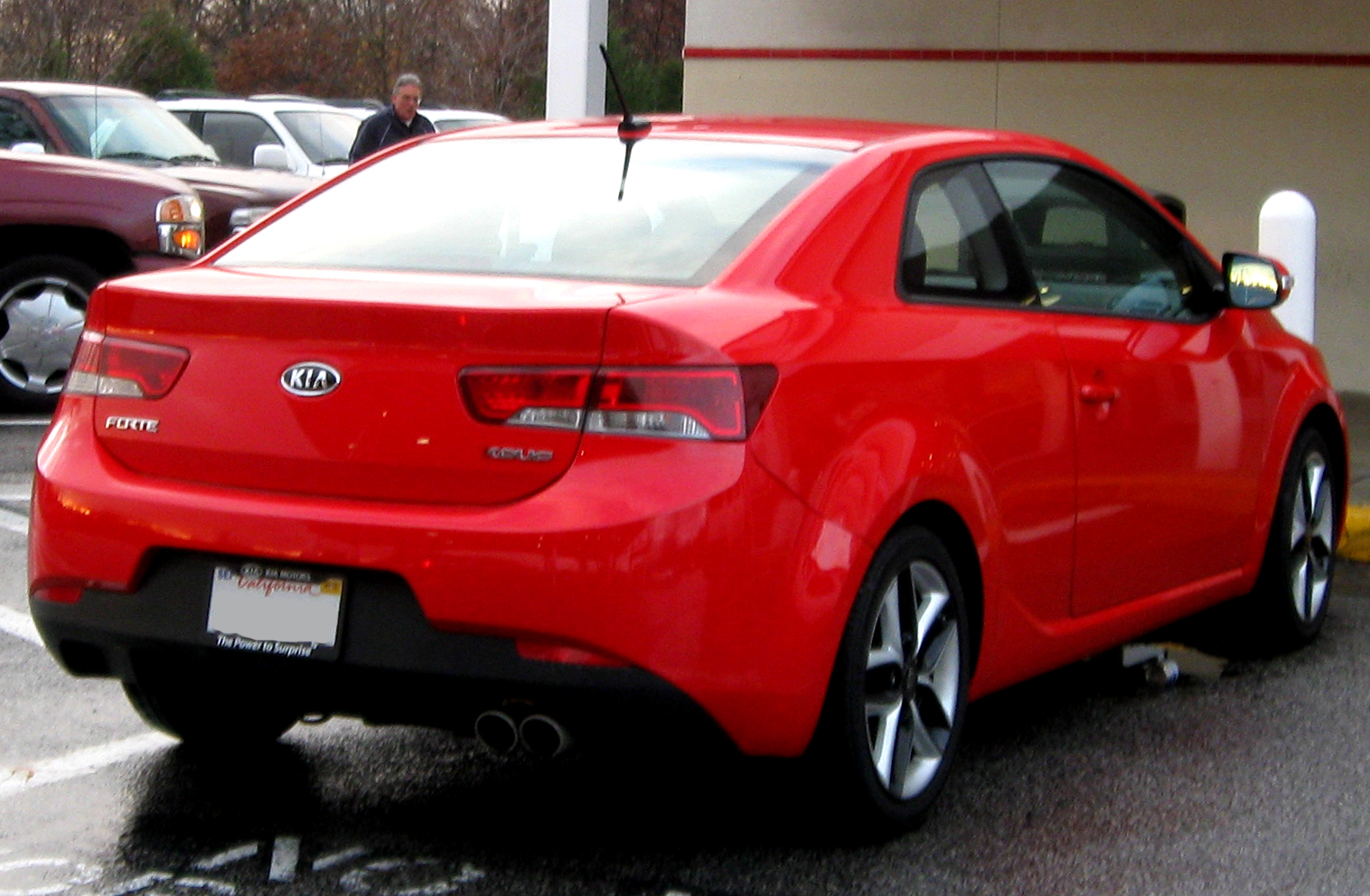
amerykańska Kia Forte Koup I – tył

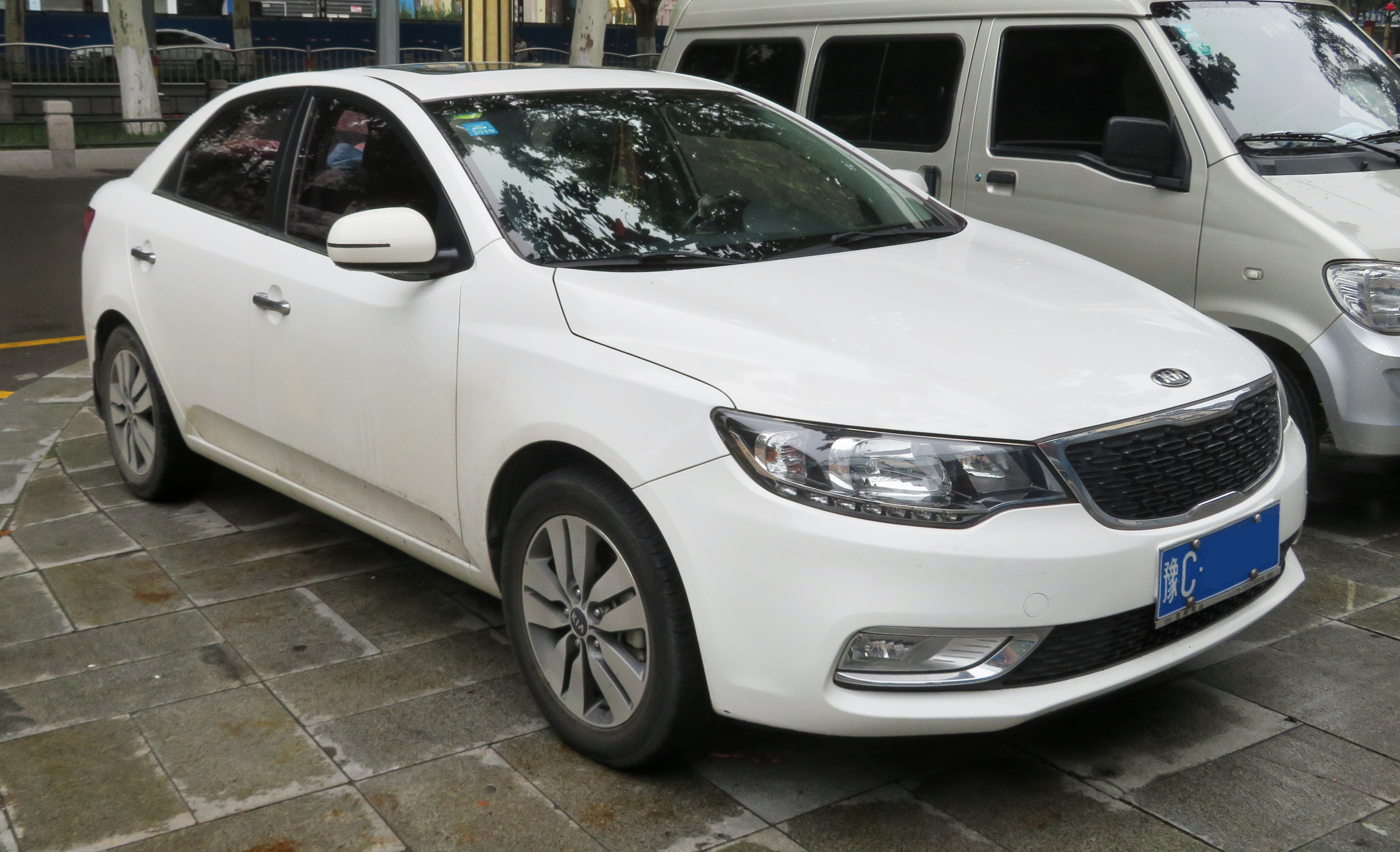
chińska Kia Forte R

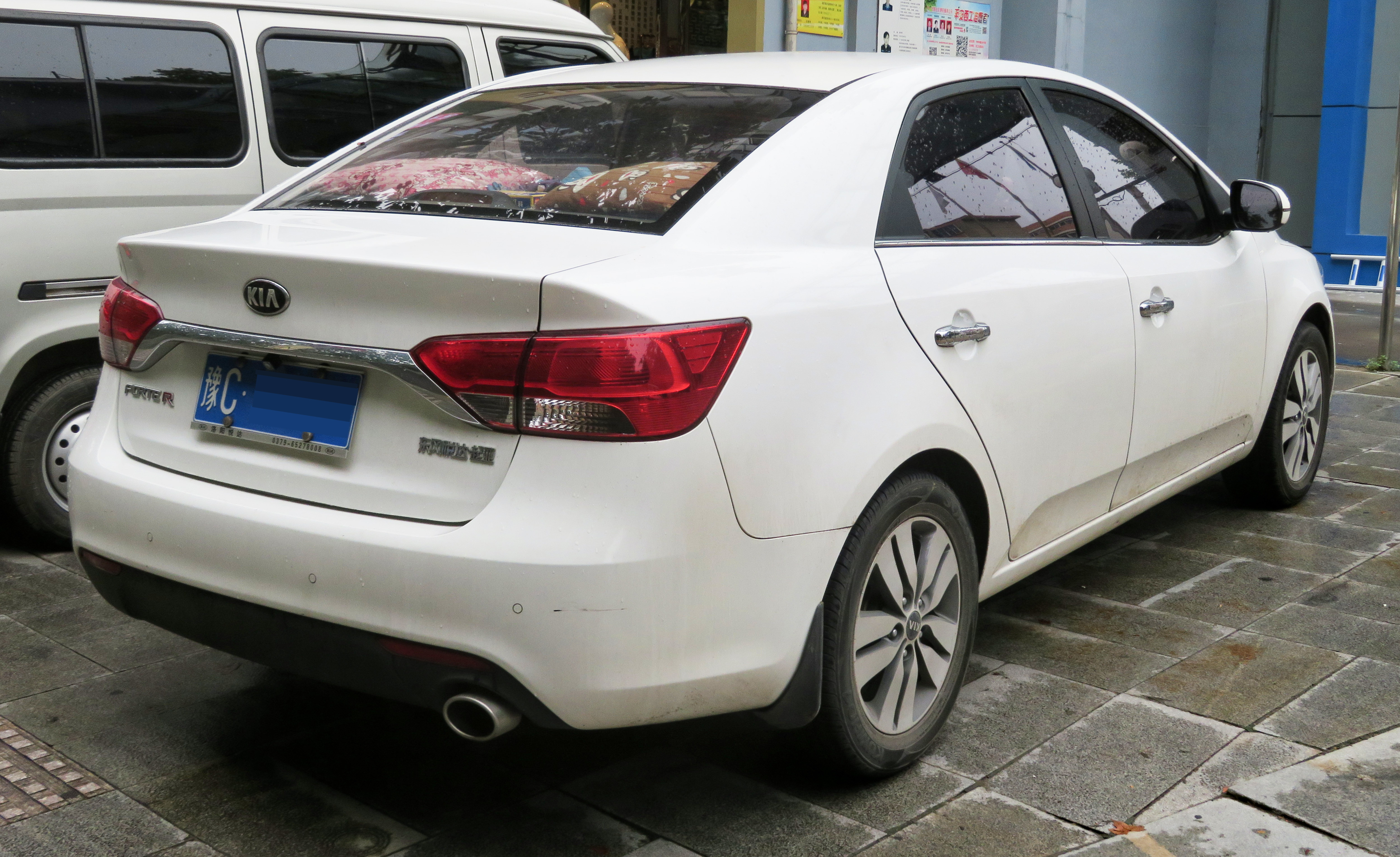
chińska Kia Forte R – tył

Kia Cerato II została zaprezentowana po raz pierwszy w 2008 roku.
W czasie, gdy na rynku europejskim pierwszą generację Cerato zastąpił zupełnie nowy model cee’d, na pozostałych globalnych rynkach Kia zdecydowała się kontynuować istnienie tej linii modelowej, konstruując kolejną generację tego kompaktowego modelu.
Samochód utrzymano w nowym języku stylistycznym Kii, którego zarys opracował ówczesny szef działu projektowego Peter Schreyer. W efekcie, samochód zyskał bardziej dynamiczne proporcje nadwozia z wąskimi, agresywnie ukształtowanymi reflektorami, wąską atrapą chłodnicy z charakterystycznym wzorem tygrysiego nosa podobnego do większej Optimy, z kolei tylna część nadwozia została przyozdobiona podwójnymi lampami i wysoko zadartą linią bagażnika.
Początkowo samochód zadebiutował jako 4-drzwiowy sedan. Dopiero dwa lata później producent zdecydował się skompletować gamę nadwoziową o 5-drzwiowego hatchbacka, którego światowy debiut odbył się w kwietniu 2010 roku podczas salonu samochodowego w amerykańskim Nowym Jorku.

### Cerato Koup
W marcu 2009 roku podczas targów motoryzacyjnych w Nowym Jorku gama nadwoziowa pojazdu została poszerzona o 2-drzwiowe coupé, w którego nazwie pojawił się dopisek Koup. Pierwszy człon pochodził od głównej nazwy funkcjonującej w poszczególnym rynku, z wyjątkiem Chin, gdzie samochód zyskał zupełnie inną od sedana nazwę Kia Shuma Koup.
Dla podkreślenia odrębnego, promowanego jako sportowego charakteru modelu, Kia zdecydowała się nadać pojazdowi inne cechy stylizacji – duży, trapezoidalny wlot powietrza w zderzaku, inaczej umieszczone światła przeciwmgielne, zmodyfikowany kształt atrapy chłodnicy, ciemne wkłady reflektorów i wyżej poprowadzoną linię okien.

### Sprzedaż
Kia Cerato drugiej generacji była samochodem globalnym, który pod tą nazwą trafił do sprzedaży m.in. w Australii, Rosji, Ameryki Południowej, RPA oraz Iranu.
Na pozostałych rynkach Kia zdecydowała się nadać modelowi szereg innych nazw. W Ameryce Północnej, Chinach oraz Korei Południowej pojazd otrzymał nazwę Kia Forte, za to w Singapurze i Kolumbii nadano nazwę łączącą oba człony – Kia Cerato Forte.
Na rynku malezyjskim produkcją zajmowało się lokalne przedsiębiorstwo Naza, które oferowało tam wariant sedan pod nazwą Naza Forte, z kolei w Kolumbii pojazd oferowano w dodatkowym wariancie opracowanym specjalnie dla taksówkarzy, który wyróżniał się żółtym lakierem i inną nazwą, Kia Grand Sephia.
W czasie, gdy po przedstawieniu następcy w 2012 roku, cykl rynkowy Cerato drugiej generacji zakończył się, samochód pozostał w dalszej produkcji w Iranie (do 2020 roku) oraz w Chinach, gdzie pojazd pozostał równolegle ze starszą Kią Cerato R oraz nowszą Kią K3 w sprzedaży do 2017 roku, aż zastąpił ją nowy model opracowany specjalnie dla tego rynku.
W międzyczasie, aby utrzymać zainteresowanie klientów Forte na rynku chińskim, w listopadzie 2013 roku samochód przeszedł obszerną restylizację przedniej oraz tylnej części nadwozia, zyskując nową nazwę – Kia Forte R.

### Silniki
- R4 1.6l MPi 128 KM
- R4 1.6l Turbo
- R4 2.0l MPi 156 KM
- R4 2.4l MPi 173 KM
- R4 1.6l CRDi 128 KM

## Trzecia generacja

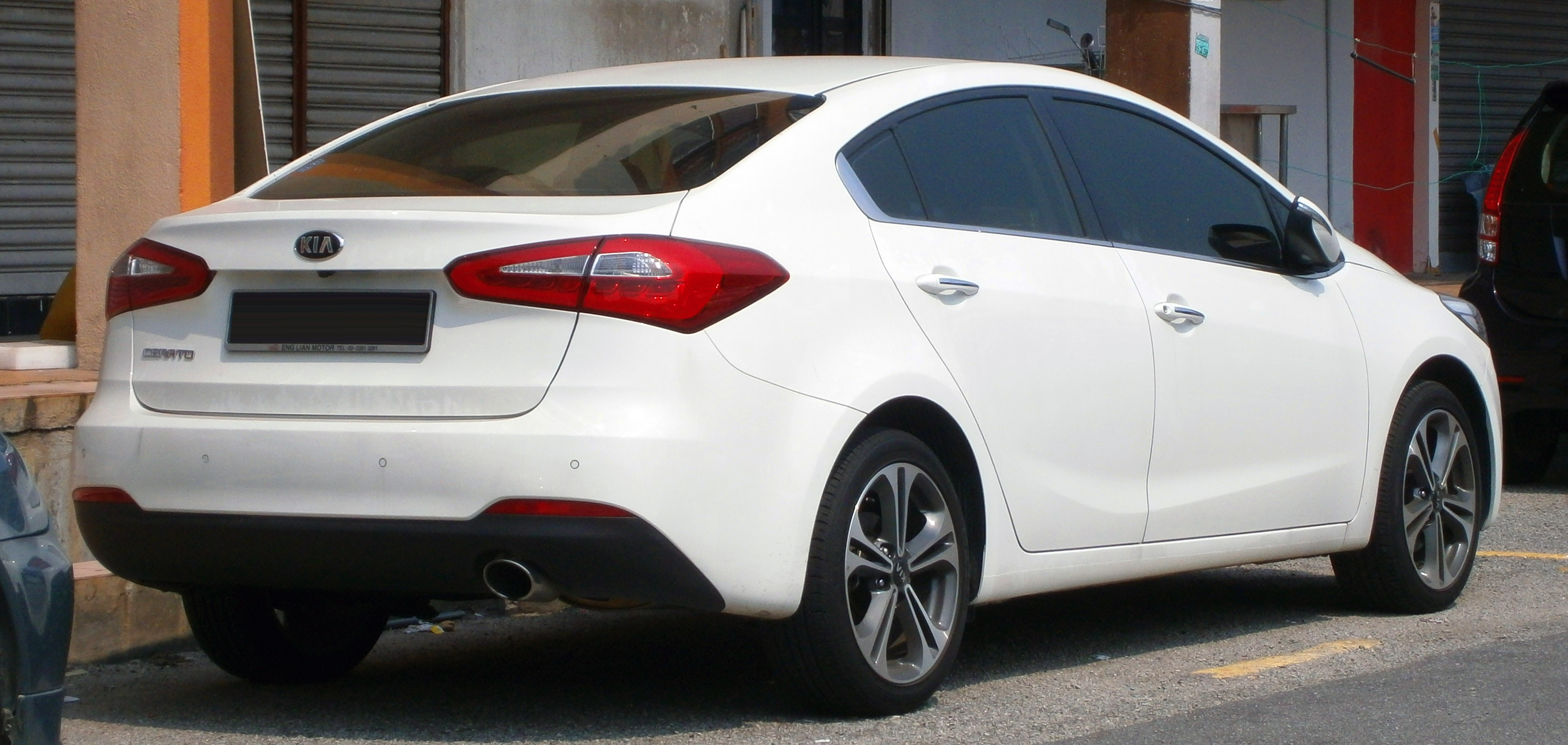
Kia Cerato III – tył

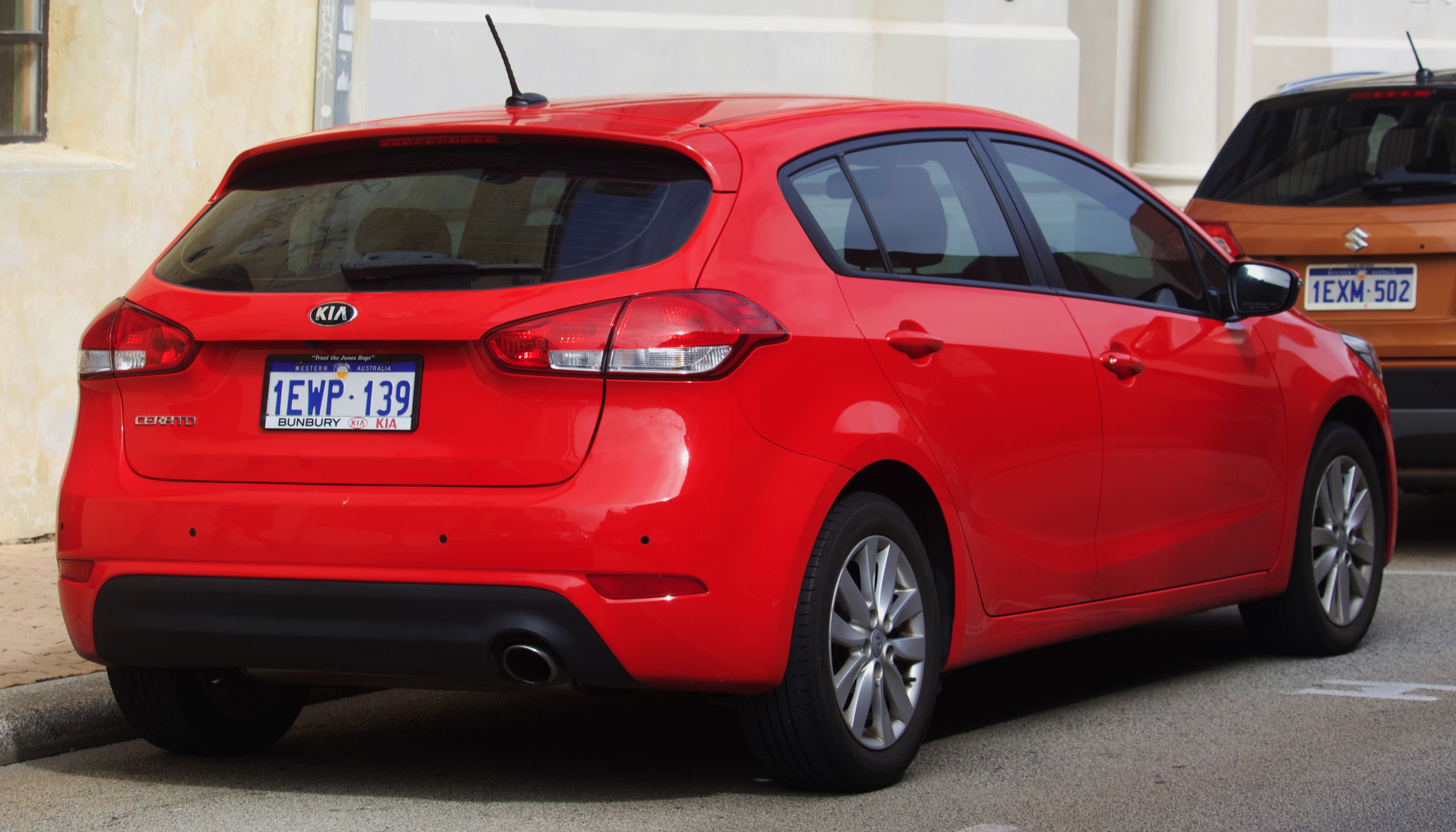
Kia Cerato III Hatchabck

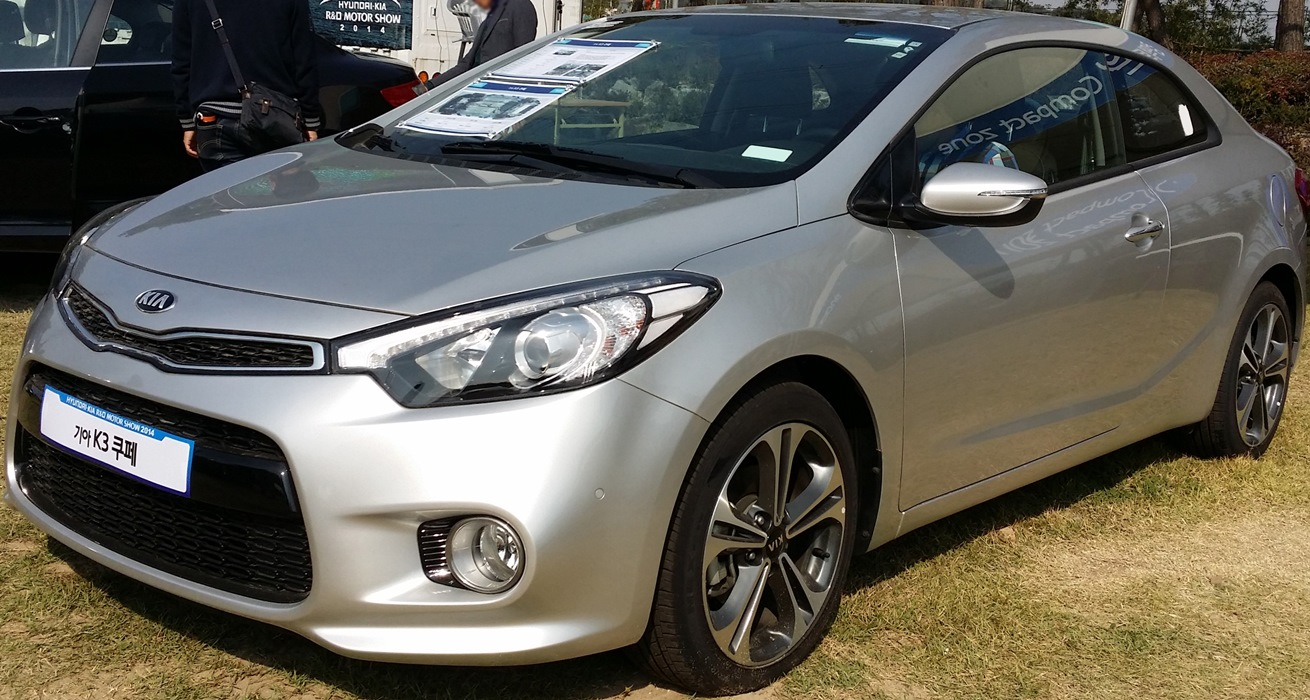
południowokoreańska Kia K3 Koup

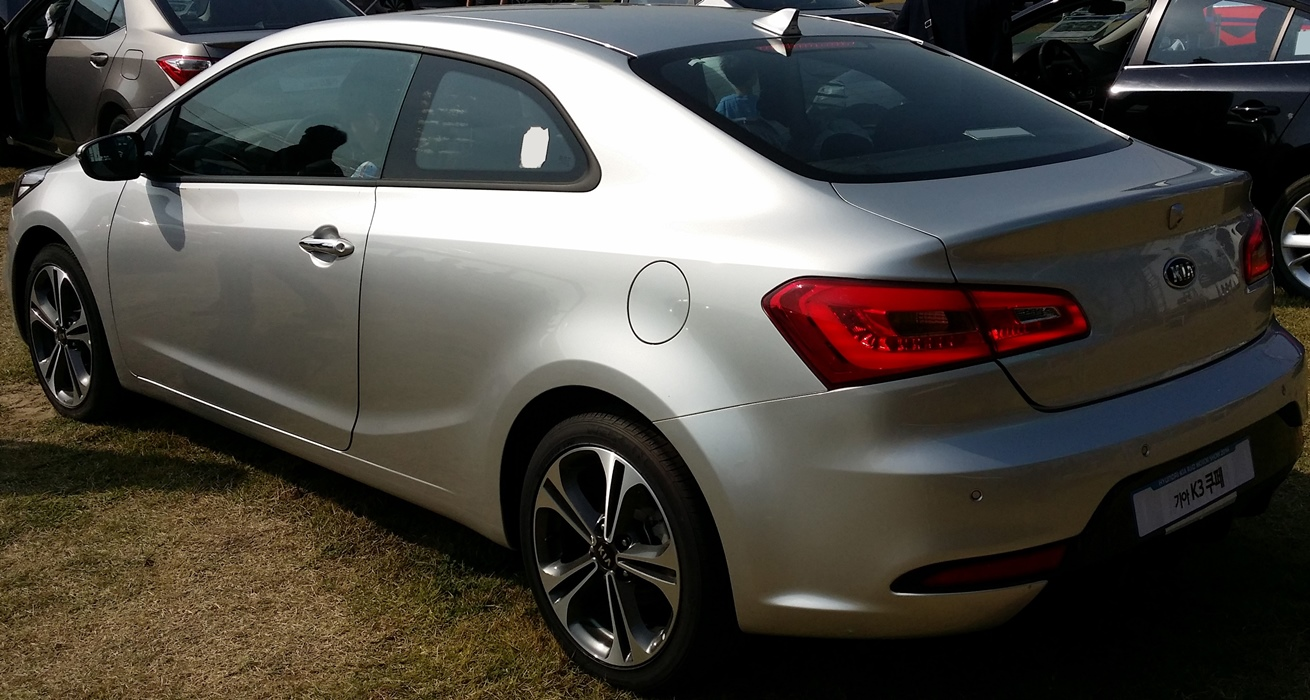
południowokoreańska Kia K3 Koup – tył

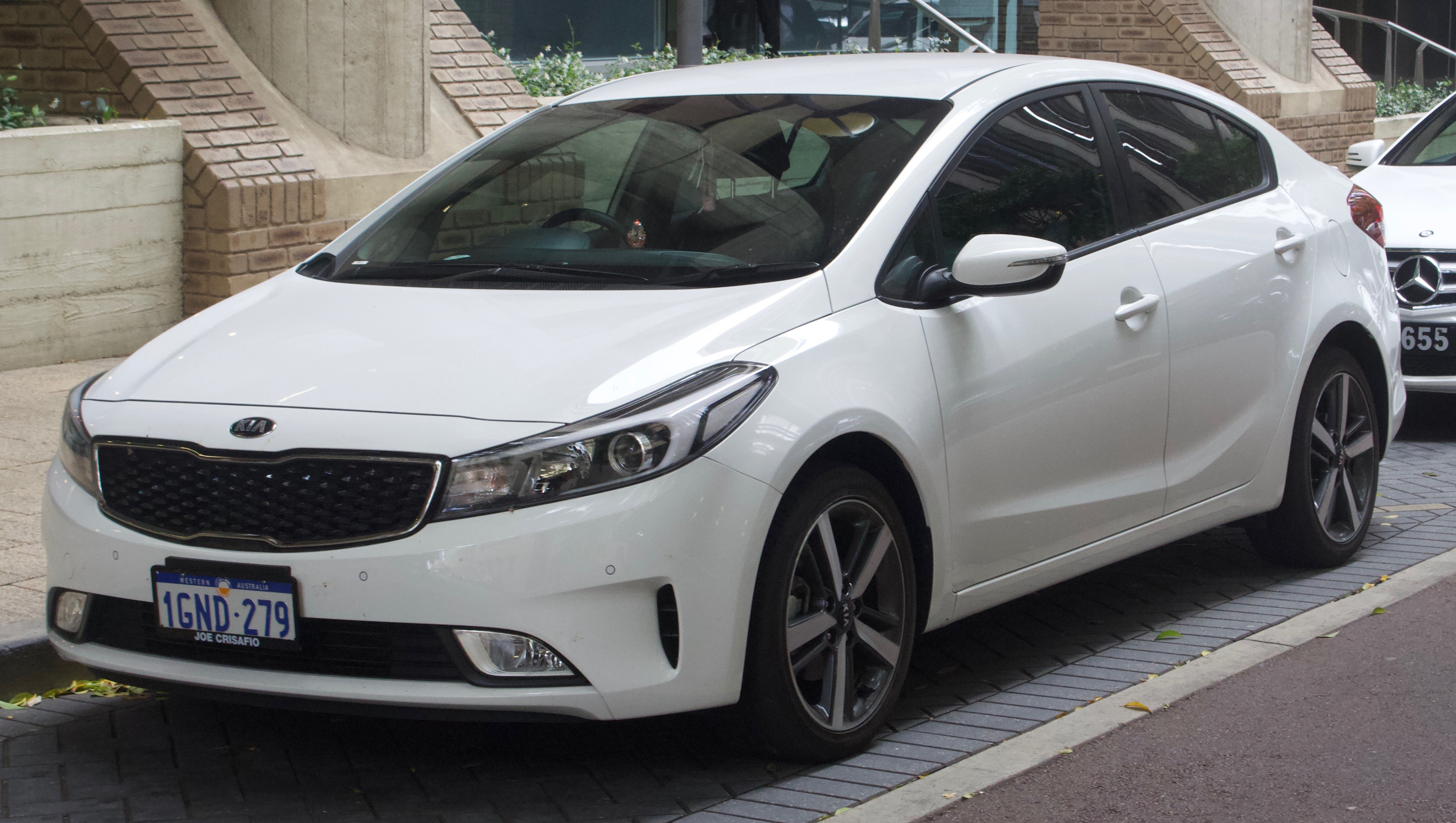
Kia Cerato III po liftingu

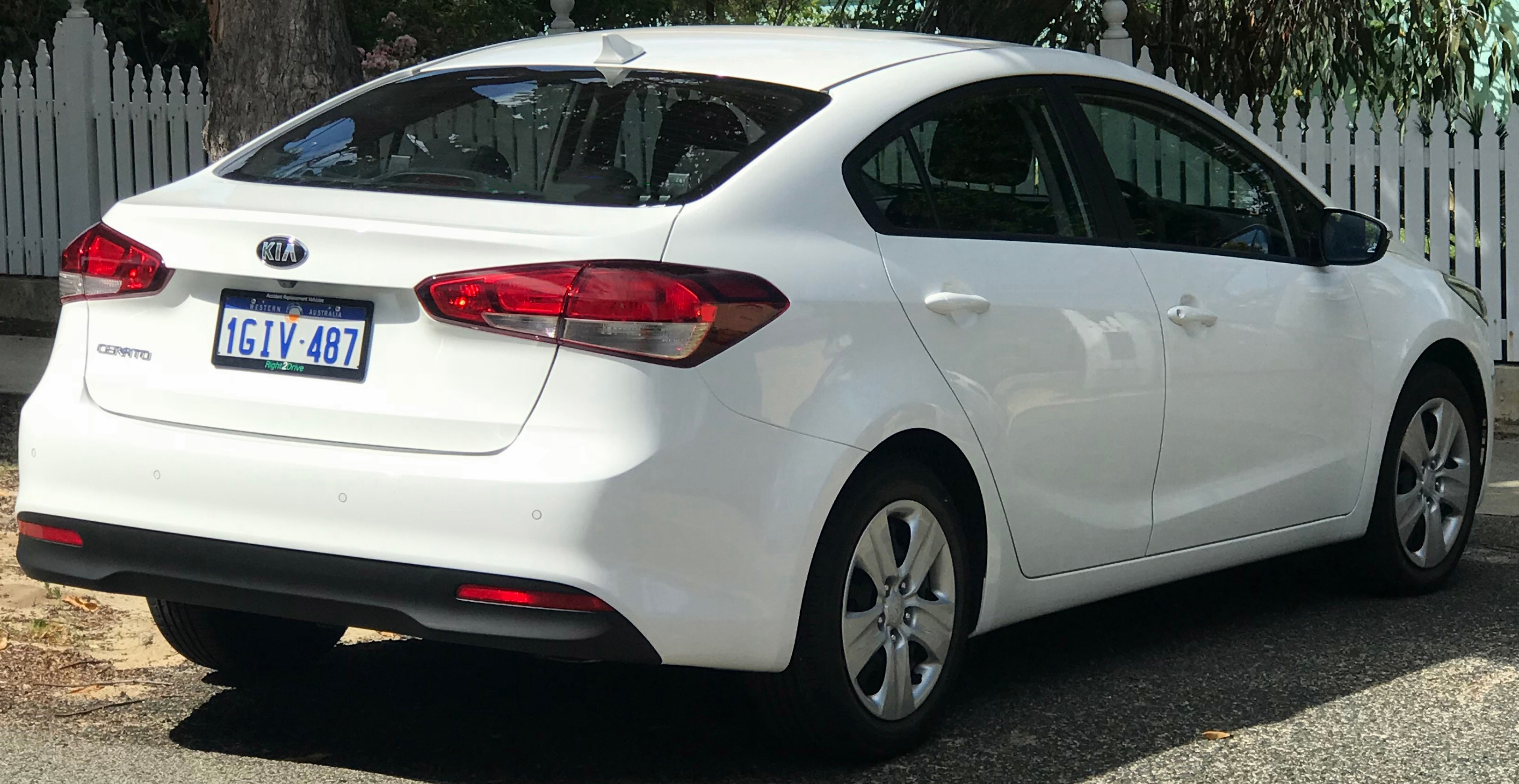
Kia Cerato III – tył po liftingu

Kia Cerato III została zaprezentowana po raz pierwszy w 2012 roku.
Konstruując trzecią generację Cerato, Kia gruntownie przeprojektowała dotychczasową formułę pojazdu. Dzięki dłuższemu i szerszemu, a zarazem niższemu nadwoziowi, samochód zyskał masywniejsze proporcje. Zwiększony rozstaw osi pozwolił z kolei wygospodarować przestronniejszą kabiną pasażerską.
Wzorem spokrewnionego modelu cee’d, Kia Cerato III zyskała charakterystyczną biegnącą ku górze linię okien, masywne obłe reflektory, a także dużą atrapę chłodnicy i rozłożyste, strzeliste tylne lampy. Projekt nadwozia został opracowany w kalifornijskim centrum Kii.
Pod kątem technicznym, trzecia generacja Kii Cerato zyskała przeprojektowane zawieszenie, a także nowy elektryczny układ kierowniczy oferujący kierowcy prowadzenie pojazdu w trzech różnych trybach jazdy.
W pierwszej kolejności, Kia Cerato III trafiła do sprzedaży jako 4-drwiowy sedan. Pół roku po debiucie, w lutym 2013 roku podczas targów motoryzacyjnych w Chicago zaprezentowano także 5-drzwiowego hatchbacka.

### Cerato Koup
Po raz drugi i zarazem ostatni gama globalnego kompaktowego modelu Kii uzupełniło 2-drzwiowe coupé. Zaprezentowano je w kwietniu 2013 roku podczas targów motoryzacyjnych w Nowym Jorku, ponownie uzupełniając nazwę dopiskiem Koup.
Pod kątem wizualnym samochód w jeszcze obszerniejszym zakresie, niż poprzednio, został odróżniony od 4 i 5-drzwiowych wariantów nadwoziowych. Pas przedni zyskał wyżej umieszczoną, wąską atrapę chłodnicy, z kolei zderzak zdominował duży, trapezoidalny wlot powietrza oraz duże, okrągłe klosze świateł przeciwmgielnych.

### Lifting
W listopadzie 2015 roku Kia Cerato III, początkowo tylko w Korei Południowej, a od stycznia 2016 roku także na rynkach globalnych, przeszła obszerną restylizację nadwozia. Pas przedni zyskał bardziej agresywnie zarysowane, węższe reflektory i większą atrapę chłodnicy, z kolei tylna część nadwozia zyskała odświeżone wkłady lamp. W kabinie pasażerskiej pojawił się m.in. większy ekran systemu multimedialnego.

### Sprzedaż
Podobnie jak w przypadku poprzedniego wcielenia, Kia Cerato trzeciej generacji pod tą nazwą oferowana była m.in. w Australii, Rosji, Azji Wschodniej, RPA, Ameryce Południowej czy na Bliskim Wschodzie.
Na pozostałych rynkach nazewnictwo zostało z kolei znacznie uproszczone w stosunku do drugiej generacji, sprowadzając się już tylko do dwóch różnych emblematów. Nazwa Kia Forte została okrojona tylko do Ameryki Północnej, gdyż na rynku chińskim oraz południowokoreańskim pojazd przyjął nową nazwę według alfanumerycznego porządku jako Kia K3.

### Silniki
- R4 1.6l MPi 128 KM
- R4 1.6l Turbo 201 KM
- R4 1.8l MPi 148 KM
- R4 2.0l MPi 159 KM
- R4 2.0l GDI 173 KM

## Czwarta generacja

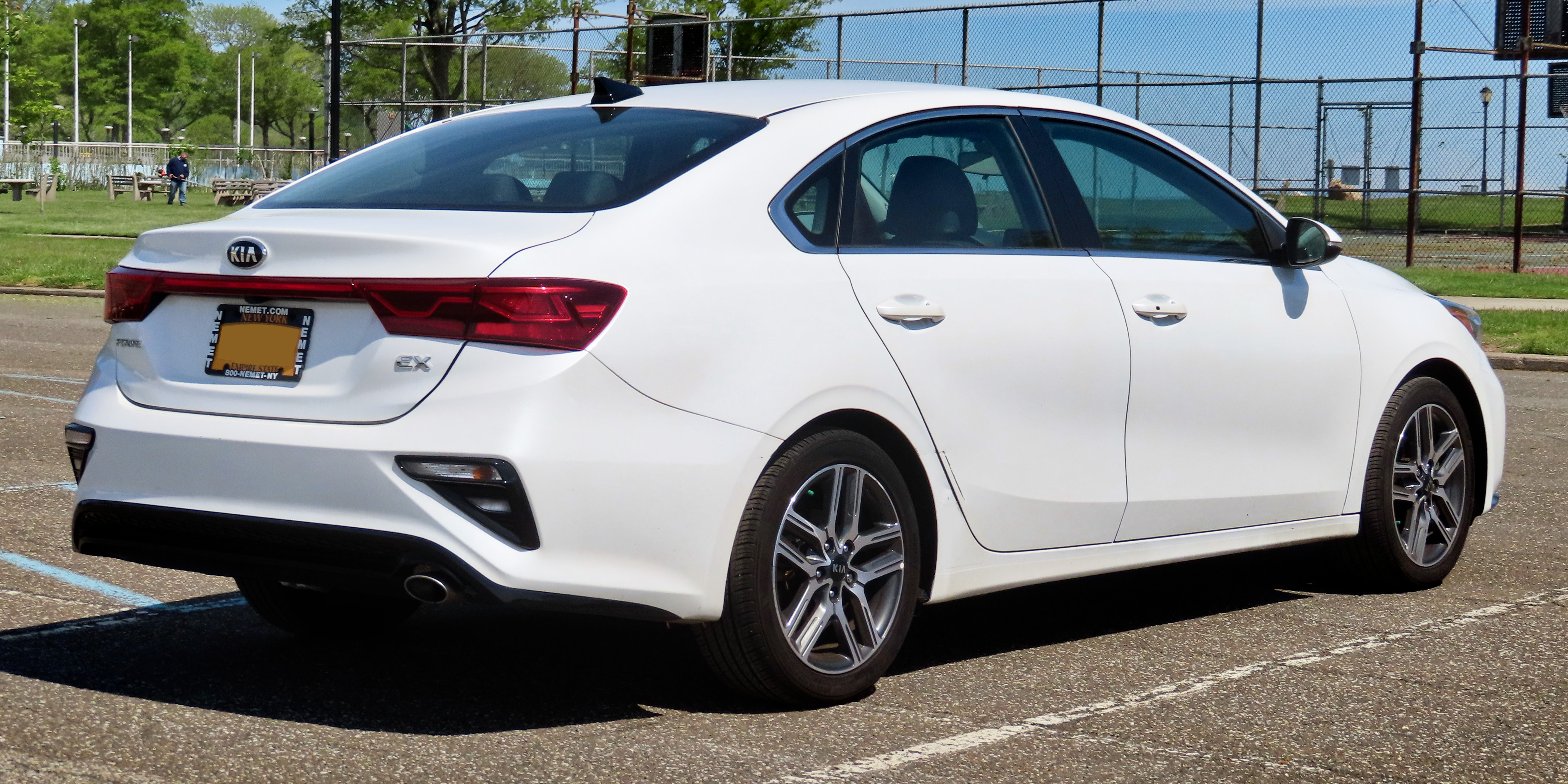
amerykańska Kia Forte III – tył

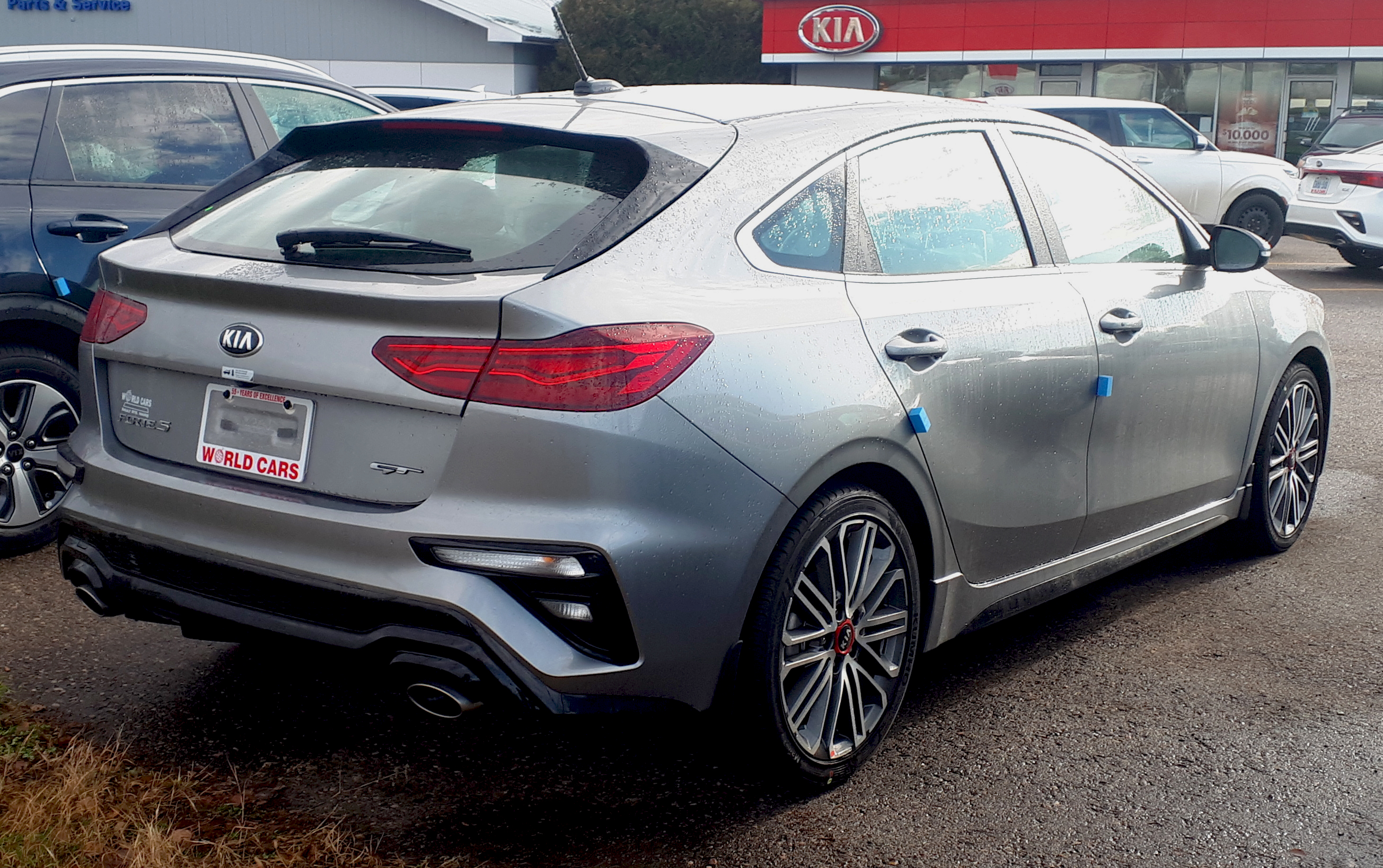
amerykańska Kia Forte5

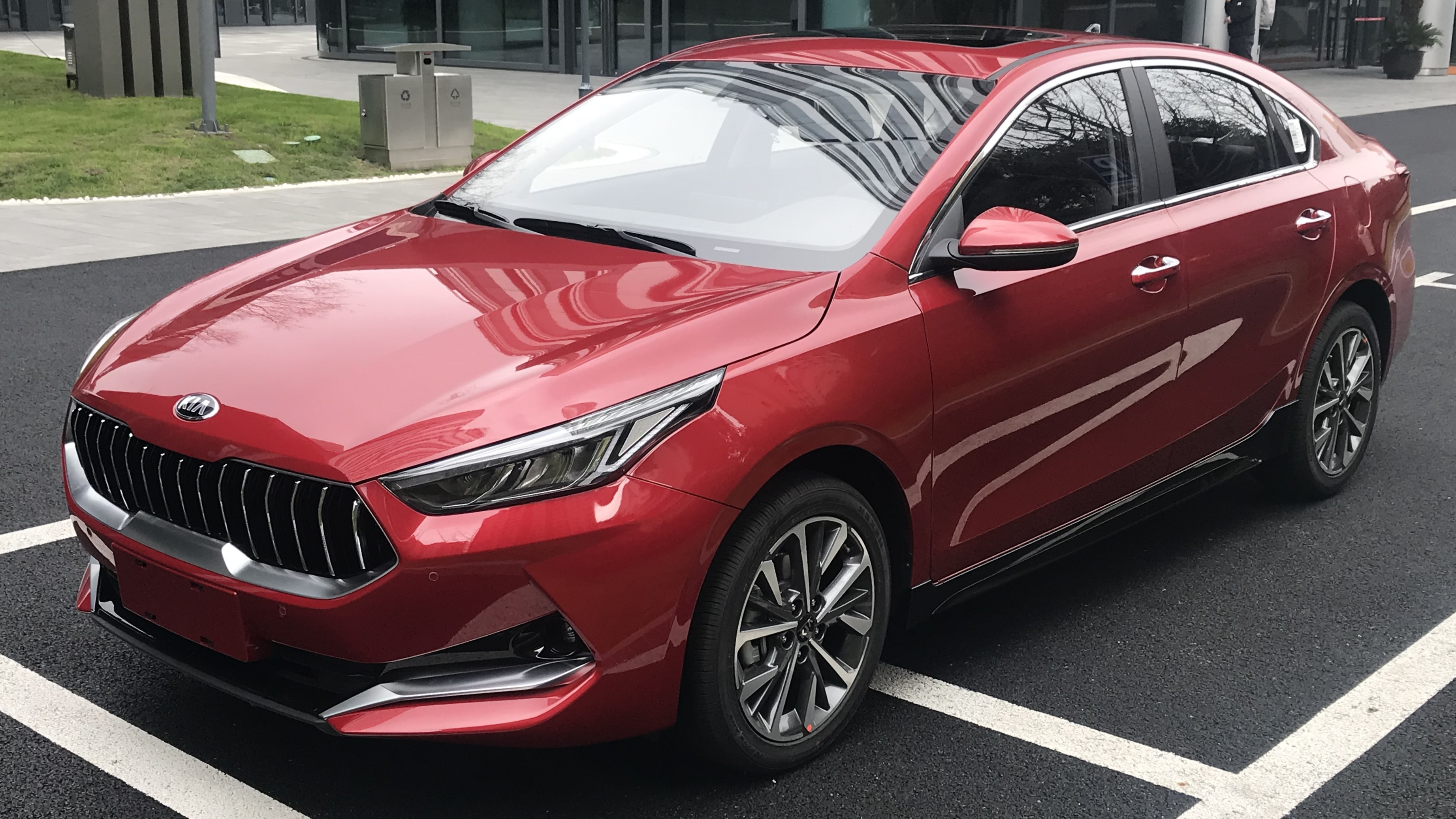
chińska Kia K3

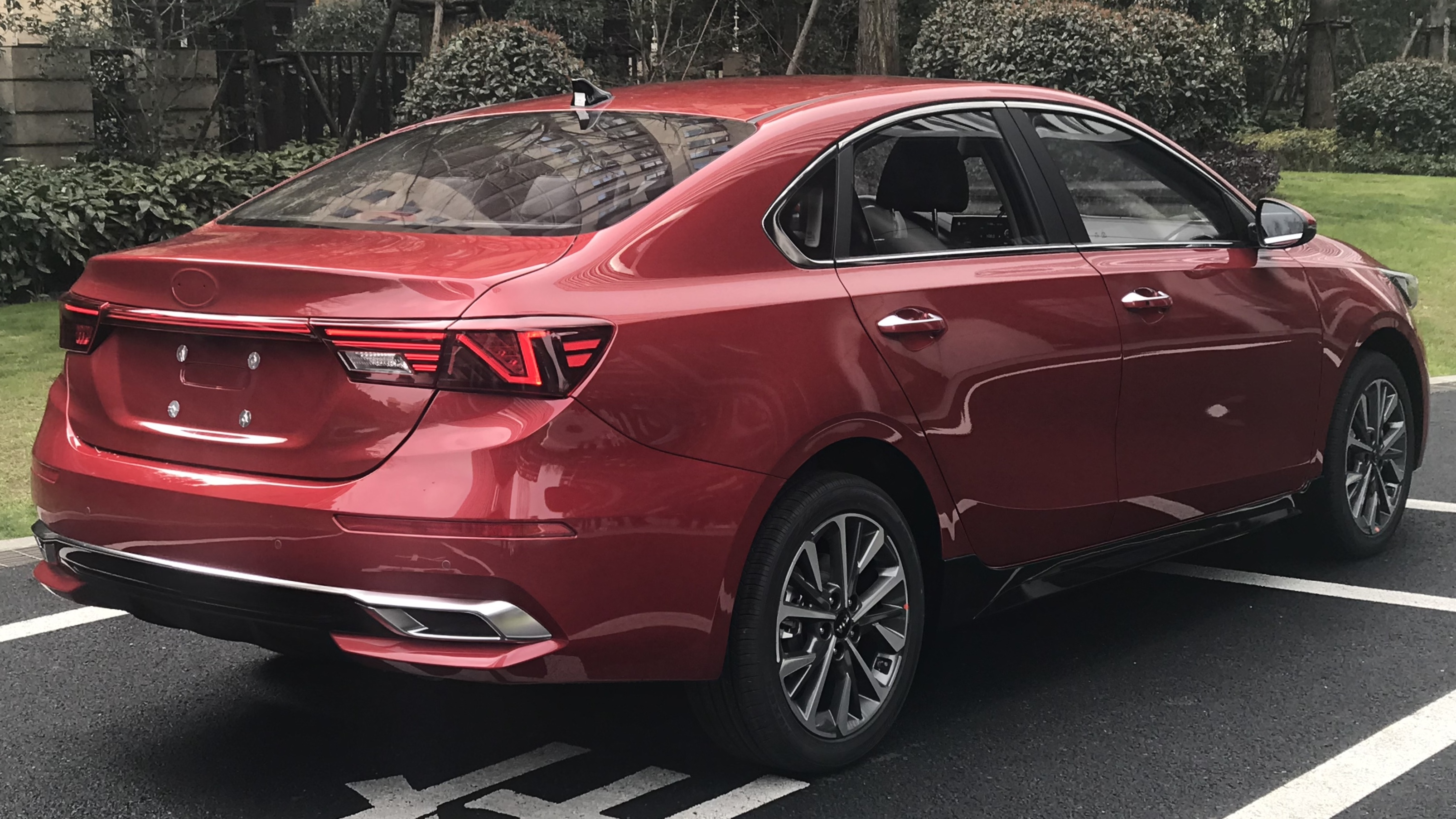
chińska Kia K3 – tył

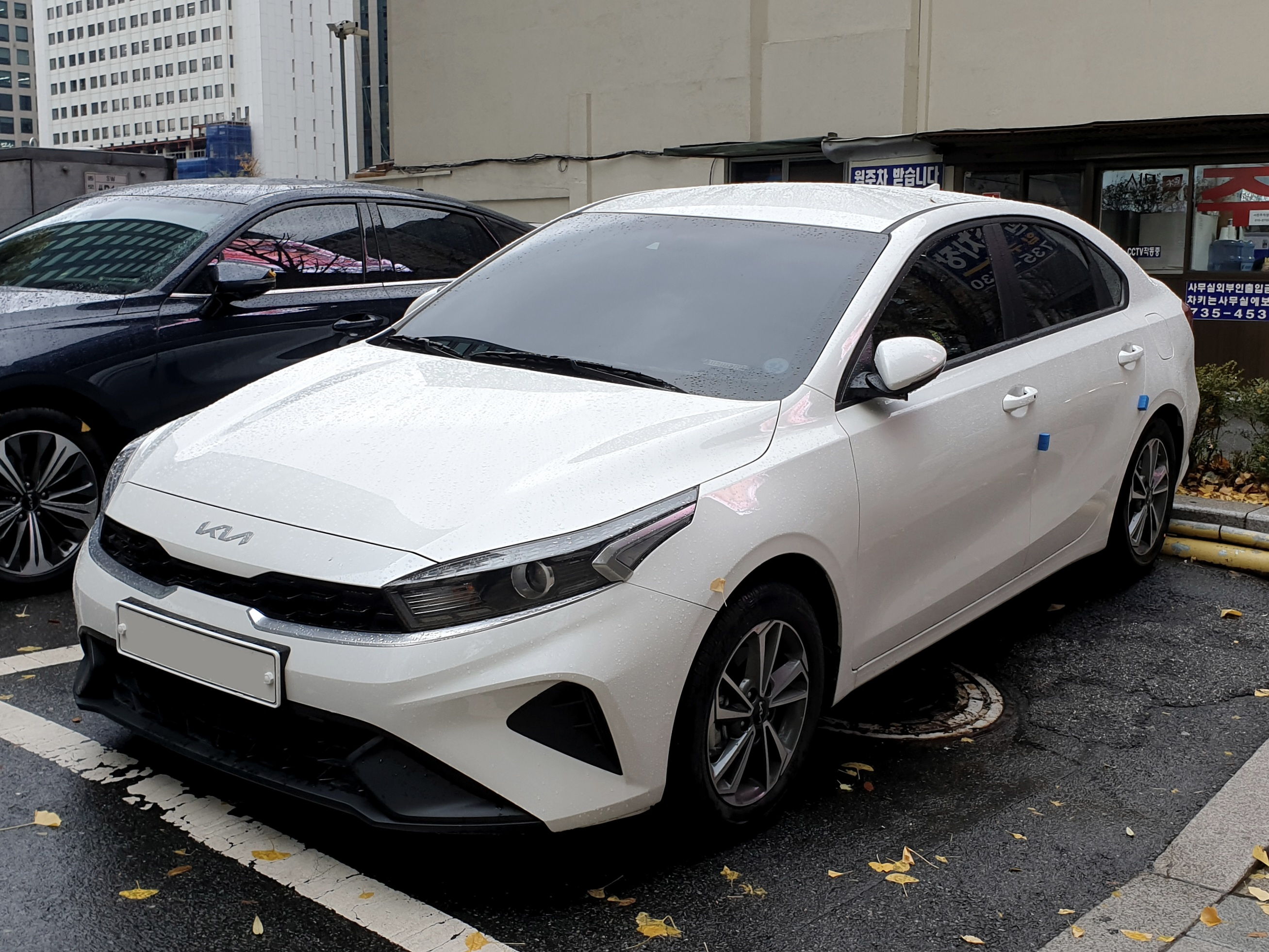
koreańska Kia K3 po liftingu

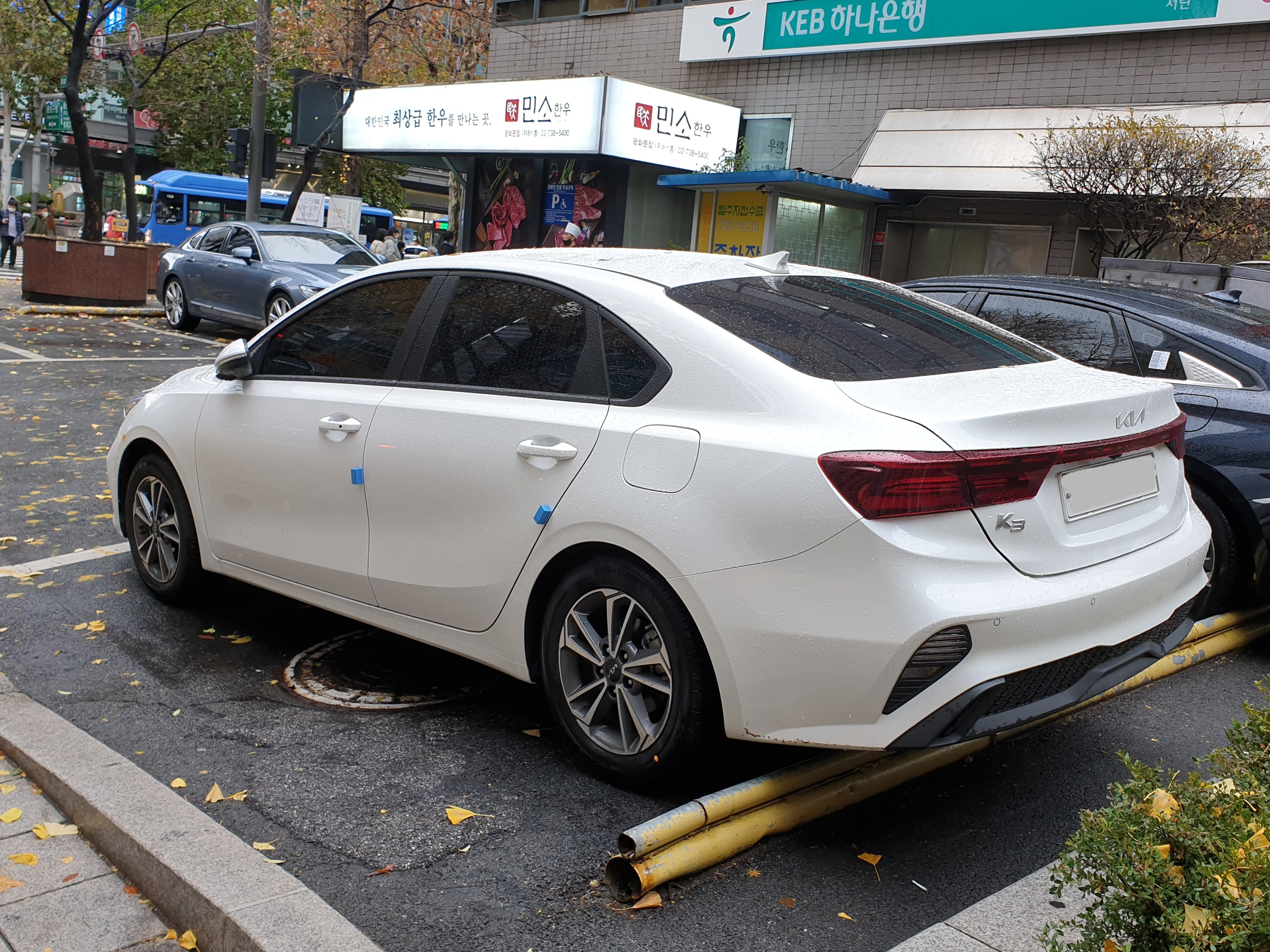
koreańska Kia K3 – tył po liftingu

Kia Cerato IV została zaprezentowana po raz pierwszy w 2018 roku.
Czwarta generacja Cerato w jeszcze głębszym zakresie od poprzednika została upodobniona pod kątem stylistycznym do oferowanej w Europie, równolegle debiutującej trzeciej generacji Kii Ceed. W ten sposób, samochód odszedł od obłych proporcji i ostrych linii drugiego wcielenia na rzecz ostro ukształtowanych reflektorów, dużej atrapy chłodnicy i wysoko poprowadzonej linii okien.
Pod kątem technicznym, Kia Cerato IV ponownie powstała w oparciu o nową platformę koncernu Hyundai Motor Group, która umożliwiła uzyskanie dłuższego i szerszego nadwozia. W efekcie, pojazd wyróżnił się znacznie przestronniejszym bagażnikiem i obszerniejszą kabiną pasażerską.
Deska rozdzielcza została utrzymana w nowej, bardziej minimalistycznej estetyce Kii. Nad poziomo umieszczonym pasem klimatyzacji i nawiewów umieszczono 8-calowy ekran systemu multimedialnego umożliwiającego łączność z Apple CarPlay i Android Auto. Opcjonalnie znalazł się też panel do indukcyjnego ładowania smartfona.
Wzorem poprzednika, w pierwszej kolejności do sprzedaży trafił 4-drzwiowy sedan, z kolei 5-drzwiowa odmiana tym razem łącząca cechy hatchbacka z bardziej smukłymi liftbackami i zadebiutowała we wrześniu 2018 roku. W ofercie zabrakło tym razem 2-drzwiowego coupé, okrajając gamę nadwoziową tylko do dwóch wariantów.

### K3 EV
W listopadzie 2019 roku, specjalnie z myślą o rynku chińskim, Kia przedstawiła swój pierwszy klasyczny kompaktowy samochód osobowy o napędzie elektrycznym. Kia K3 EV napędzana jest baterią o pojemności 56,5 kWh, która wzorem pokrewnego Hyundaia Lafesty Electric na jednym ładowaniu może przejechać do 430 kilometrów.

### Lifting
W drugiej połowie kwietnia 2021 roku zaprezentowano Kię Cerato czwartej generacji po obszernej modernizacji. Samochód został przeprojektowany wizualnie w myśl nowego wzornictwa południowokoreańskiego producenta, zyskując nie tylko nowe logotypy Kia Corporation i przeprojektowany pas przedni.
Reflektory zyskały smuklejszy kształt z nowym układem diod LED w formie przerywanych kresek i większy, większe wloty powietrza w zderzaku oraz szerszy, sięgający lamp wlot powietrza w stylu większego modelu K5.
Modernizacja objęła także tylną część nadwozia, gdzie zmodyfikowano kształt zderzaka, a także zaadaptowano zastosowany w reflektorach motyw przerywanych kresek w diodach LED oświetlenia. W kabinie pasażerskiej wprowadzony został z kolei większy wyświetlacz systemu multimedialnego o przekątnej 10,25 cala zamiast dotychczasowych 8 cali.

### Sprzedaż
Kia Cerato czwartej generacji pod taką nazwą ponownie uzupełniła ofertę producenta m.in. w Australii i Nowej Zelandii, Rosji, RPA czy w krajach Ameryki Południowej jak Chile czy Brazylia. W Stanach Zjednoczonych, Kanadzie i Meskyku zastosowano po raz trzeci nazwę Kia Forte, z kolei w Korei Południowej i Chinach zdecydowano się kontynuować linię modelową Kia K3.
Na rynku chińskim producent zdecydował się zastosować głęboko zmodyfikowaną stylizację nadwozia, odróżniając wygląd przedniej nadwozia od globalnego projektu. Pas przedni zyskał bardziej agresywnie stylizowane, węższe reflektory, a także znacznie większą chromowaną atrapę chłodnicy dominującą tę część nadwozia.
Produkcja czwartej i zarazem ostatniej generacji Kii Cerato, także pod nazwami Forte i K3, dobiegła końca po 6 latach rynkowej obecności w czerwcu 2024 roku. Wówczas producent podjął decyzję o wycofaniu modelu m.in. z wewnętrznego południowokoreańskiego rynku bez następcy, z kolei na wybranych rynkach globalnych następcą został zupełnie nowy model pod inną nazwą - K4.

### Silniki
- R4 1.6l MPi 123 KM
- R4 1.6l Turbo 203 KM
- R4 2.0l MPi 147 KM